# Petit Lane
Der Petit Lane ist ein Fluss in Frankreich, der in den Regionen Centre-Val de Loire und Pays de la Loire verläuft. Sein Ursprung ist ein Abzweig von Fluss Lane im Gemeindegebiet von Chouzé-sur-Loire. Der Petit Lane entwässert in generell westlicher Richtung und mündet nach rund fünf Kilometern im Gemeindegebiet von Varennes-sur-Loire bei der Brücke Pont de Malheur an der Départementsstraße D85, als linker Nebenfluss in den Authion. Auf seinem Weg durchquert der Petit Lane die Départements Indre-et-Loire und Maine-et-Loire.

## Orte am Fluss
(Reihenfolge in Fließrichtung)
- La Rue Chuche, Gemeinde Chouzé-sur-Loire
- Les Basses Rues, Gemeinde Varennes-sur-Loire